# 神英
神英，字景賢，壽州人。明朝軍事將領。涇陽伯。
天順初年，襲父職，為延安衛指揮使，守備寧塞營。曾跟從都督張欽等征討有功。成化元年，尚書王復視察邊疆，舉薦神英有謀勇，進都指揮僉事。之後屢次從征四次立功，遷都指揮使，充延綏右參將。此後又屢敗癿加思蘭兵，進署都督僉事。巡撫子俊築邊墻，命其負責勞役，工成受賚。久之，充總兵官，鎮守寧夏，移延綏，復移宣府。弘治元年，再改鎮守大同。弘治十一年，馬市開放，神英違禁貿易，加之寇亂襲擊蔚州又不救，言官交相彈劾，命召還閑住。之後啟用督果勇營，曾經嘗充右參將，從朱暉在延綏禦寇。明武宗繼位后，寇犯宣府，其與李俊並充左參將，帥京軍以援。隨後，以都督同知僉事左府，進右都督。正德五年，給事中段豸彈劾其年老，命致仕。當時，劉瑾專權，總兵官曹雄等依附，遂得勸。神英賄賂劉瑾后，特詔予伯爵，遂封涇陽伯，祿八百石。未幾，朱寘鐇謀反，命其充總兵官討伐，大軍未抵，已經被平定。劉瑾事敗后，其被言官彈劾，詔奪爵，以右都督致仕。兩年后去世。